# Liste des initiatives d'entrepreneuriat arabes
 (mai 2011).
Initiatives d'entrepreneuriat arabe: une liste alphabétique des principaux actifs initiatives pluriannuelles, prises pour promouvoir l'esprit d'entreprise dans les pays arabe. Il comprend les initiatives de le secteur privé, gouvernement, et ONG.

## Algérie
- Agence nationale de développement de l'investissement (ANDI)
- ANVREDET - Agence de recherches pour le développement
- CDTA - Centre de technologies avancées
- EPA-ANSA Technology Park, Ville de Medicine et le Parc Cyber
- FINALEP
- SIPAREX

## Bahreïn
- Bahreïn Business Incubator Centre
- Bahreïn Banque de développement

## Égypte
- Alashanek ya Balady Association pour le Développement Durable (AYB-SD), la formation et l'emploi pour les communautés marginalisées
- Alexandrie Centre de développement des PME
- Université américaine du Caire (AUC) School of Business
  - Société entrepreneurs
  - Entrepreneuriat féminin
  - Entrepreneuriat et d'innovation
  - Centre de Recherche d'entreprises El-Khazindar (KCC)
- Ashoka-Egypt
- BasharSoft
- EFG-Hermes Équité Privé
  - IDEAVELOPERS
  - Fonds de développement technologique (TDF)
- EFE-Egypte
- Efham (en collaboration avec le Center for International Private Enterprise (CIPE)
- Association des femmes d'affaires égyptiennes
- Association Incubateur égyptienne
- Association égyptienne des affaires junior
- Endeavor-Égypte
- Nahdet El Mahrousa - incubateur pour les entreprises innovantes sociale
- Conseil au Moyen-Orient pour les petites entreprises et entrepreneuriat
- Plug and Play Egypt Business Accelerator
- Rising Tide Fonds
- Fonds pour le développement de l'école
- Les étudiants de Free Enterprise (SIFE-Egypte)
- TechWadi

## Jordanie
- Alwatani (Banque nationale de microfinance de la Jordanie, ONG)
- Atlas investissement
- Bidaya Ventures
- Creative Jordanie
- Endeavor-Jordanie
- EFE-Jordanie
- Centre de productivité Entreprise
- Injaz
- Fondation pour l'éducation en Jordanie carrière
- MENA100
- Centre pour l'entrepreneuriat, de la Reine Rania
- Najah
- Forum Jordanie pour les femmes d'affaires et professionnelles
- Fonds national de soutien à l'entreprise
- Projets Venture Jordanie
- "Incubateurs": 
  - Incubateur HCST-TIC
  - Incubateur JFBPW
  - RSS - EE & Incubateur IE
  - AECE Incubateur système à Al Yarmouk
  - de l'incubateur agro-industrie en Jordanie
  - Incubateur JTG
  - - Réseau national des pépinières d'entreprises NACTIB
  - Cyber City
  - Meydan
  - Oasis 500
- Association des Jeunes Entrepreneurs

## Koweït
- Injaz-Kuwait

## Liban
- 4site Forum : Investir dans la durabilité, l'innovation, la technologie, l'entrepreneuriat
- Association pour le développement des capacités en milieu rural
- Association Professionnelle Entraide
- Al Majmoua (microfinance)
- Al-Iktissad Wal-Aamal (magazine)
- Ameen (microfinance)
- Centre pour l'entrepreneuriat et l'innovation à l'Université américaine de Beyrouth AUB
- Liban Bader
- Berytech
- Centre de la BIAT (Business Incubation Association de Tripoli)
- Dragons Den: Aareen Al, le Beyrouth d 'Future Television
- Euro-Centre libanais pour Modernsation industrielle
- Fondation Georges Frem N.
- Ijma3
- Kafalat : de 75 % entreprise publique qui aide financière entreprises  PME pour accéder au financement des banques commerciales.
- Partenariat pour le Liban (Ghafari, Cisco, Intel, Microsoft, Occidental Petroleum)
- Lira
- Macle
- Fondation Makhzoumi
- MOET (Ministère de l'Economie et du Commerce)
- Enterprise MIT Forum de la région panarabe (connu pour son annuelle MIT Arab Business Plan de la concurrence)
- Philips Programme d'innovation (logé à Berytech)
- Programme Qualeb
- Fondation René Moawad
- RootSpace
- Unité des PME (du Ministère de l'Economie et du Commerce)
- Speed@BDD
- Sud BIC (Centre de l'incubation d'entreprises, Saida)
- Jeune femme arabe entrepreneurs
- YallaStartup

## Maroc
- Université Al Akhawayan
- AFEM, Association d'affaires marocain
- ANPME - L'Association nationale des PME
- INJAZ Al-Maghrib - Créée en 2007, INJAZ Al-Maghrib est une Association Reconnue d'Utilité Publique, membre de Junior Achievement Worldwide, leader mondial en matière d'éducation à l'entrepreneuriat. INJAZ Al-Maghrib a pour mission de révéler le potentiel des jeunes à travers l'implication de l'entreprise dans l'enseignement public.
- ANPME - Agence nationale des PME
- Maroc Biotech
- CAC - Réseau de Business Bureau consultatif
- Casablanca Technopark
- CMPP - Centre Marocain pour la fabrication de Propreté
- CREFACE - Réseau de démarrage d'une entreprise Centres
- Groupe Estudiantin National pour l’Innovation et l’Entrepreneuriat - GENIE Maroc
  - Forum National de l'Entrepreneuriat Universitaire
  - Concours du Meilleur Etudiant Entrepreneur
- L'éducation pour la Fondation de l'emploi (EFE-Maroc)
- Ministères {réviser: ne laisseront dans le cas des sous-liens se rapportent directement à l'esprit d'entreprise}
  - MCI - Ministère de l'Industrie et du Commerce
  - Le ministère de la Privatisation
  - OMPIC - Office Marocain de la Propriété Industrielle et Commerciale
- Maroc Entrepreneurs Network
- OFPPT - Office de la Formation Professionnelle et de la Promotion du Travail
- PTR - Une technologie Réseau national de services
- RMIE Marocain - Incubateur et le réseau au démarrage
- R + D Maroc - L'Association marocaine de RDT
- SIFE-Maroc
- Incubateurs Université: 
  - Système universitaire national
  - L'Université Mohammed Premier Oujda
  - CUDI - Incubateur de l'Université Doukala
  - CIE - Pépinière d'Entreprises
  - CIT - Centre d'Incubation Technologique EMI à Rabat
  - Incubateur de l'ENIM
  - IL Incubateur à Rabat INPT-ENSIAS
  - Incubateur ** 'MA-IN "à la Faculté des Sciences Semlalia Marrakech Sciences
  - Incubateur à la Faculté des Sciences et Techniques de Beni Mallal
  - Incubateur au Jadida Faculté des Sciences El
- MonEcho Entrepreneurs

## Oman
- Omanais Centre pour le développement de l'investissement et l'exportation
- SANAD
- Shell Oil Intilaaqah (programme d'investissement social)
- Fonds pour le développement de projets pour les jeunes:
  - Sharakah
- Ruwad: magazine lancé en 2009, en liaison avec Intilaaqah, Sharakah, et Alam Aliktisaad Wala'mal, par United Press & Publishing.
- Ministère de Commerce et d'Industrie:
  - Muscat Oasis de connaissances
- En 2006, Sommet mondial sur l'innovation et l'esprit d'entreprise (WSIE) s'est tenue à Mascate

## Palestine
- Cisjordanie EFE / Gaza
- Agence de Promotion de l'Investissement en Palestine
- Incubateur technologique de l'information Palestine et de la communication (PICTI)
- Jeunes entrepreneurs de la Palestine (YEP)
- Le Village "Business Hosting & Support Center"

## Qatar
- Fondation du Qatar 
  - Qatar Science & Technology Park
  - Silatech
  - Stars of Science

## Arabie saoudite
- Fonds du centenaire Entrepreneurship Centre National
- Centre pour le développement de la S & M Services
- Dallah Albaraka
- Forum sur la compétitivité mondiale
- Université du Roi Abdallah pour la science et la technologie
- Université du Roi Saoud
- Badir programme de pépinières d'innovation, l'entrepreneuriat et de la technologie
- Institut Arabie Développement de l'entrepreneuriat
- Croissance rapide Arabie 100
- Uhuru
- Les femmes de l'incubateur et centre de formation

## Syrie
- ISSAT - Institut supérieur de S & T avancée
- Jeune Chambre Internationale - Syrie
- MAWRED incubateur pour les femmes entreprneeurs
- SEBC - syro-Entreprise et centre d'affaires
- SEBC - Incubateur BI Business SEBC
- Compétences
- Management Consultants Association syrienne
- Business Angels Gate
- Syrian Computer Society en matière de TIC (voir aussi MBRF arabes Incubator Network)
- La Fiducie pour le développement de la Syrie
  - Massar
  - Shabab
  - FIRDOS - Fonds pour le développement rural intégré de la Syrie
- BIDAYA (fondée par Asma Assad en collaboration avec la Youth Business International, FIRDOS, MAWRED, et SYEA)
- SYEA - Association syrienne des jeunes entrepreneurs

## Tunisie
- Promotion Industrielle de l'Agence (API)
  - Centre de Soutien à la Création d'Entreprise
- Organisation arabe pour l'éducation, la culture et les sciences (siège, l'ALECSO)
- Centre des Jeunes Dirigeants d'Entreprise
- Institut arabe des chefs d'entreprise (IACE, iaceonline.com)
  - Centre des Jeunes Entrepreneurs (CJE)
- Jeune Chambre de commerce de Tunisie

## Émirats arabes unis
- Business Angels Network arabes
- Investissements Al Tamimi
- Al Tomooh Programme de financement pour les petites entreprises nationales (en collaboration avec EmiratesNBD Banque et Cheikh Mohammed)
- Baraka conseil privé
- Dubaï Enterprise Center (centre d'incubation d'entreprises à Dubaï Airport Free Zone)
- La concurrence Forsa plan d'affaires
- Intilaq
- Les entrepreneurs Kanara Ltd
- Fonds Khalifa
- Mise en place Bin Mohamed Rashid des chefs d'entreprise des jeunes, «PME»
- Mohamed Bin Rashid Foundation (MBRF; voir aussi  #Les initiatives régionales dans le monde arabe, ci-dessous)
  - Sawaed
  - Capital Challenge arabes de l'homme
  - Réseau Incubateur arabes
- Tecom {w UML / MBRF}
- The Indus Entrepreneurs (TIE)
- Les dirigeants arabes jeunes (YAL)
- Wamda.com

## Yémen
- Microfinance Bank Al-Amal
- L'éducation pour l'emploi - Yémen
- Projet français Enterprise Ambassade de la jeunesse
- Fédération des Chambres de commerce du Yémen et de l'Industrie
- Yémen GTZ
- Service de promotion des micro et petites entreprises
- Fonds de développement des petites entreprises
- Fonds social de développement
- SOUL
- Les hommes d'affaires yéménite Club
- Forum sur le développement des jeunes dirigeants

## Les initiatives régionales dans le monde arabe
- Abdul Latif Jameel Programme des services communautaires
- Abraaj Capital
  - Prix des Arts de la capitale Abraaj
  - Célébration de l'entrepreneuriat
  - Développement de l'entreprise Riyada (RED)
  - Wamda.com
- Acumen Fund
- AIESEC
- Université américaine du Caire (AUC) School of Business
  - Société entrepreneurs
  - Entrepreneuriat féminin et de leadership
  - Entrepreneuriat et d'innovation
  - Recherche d'entreprises El-Khazindar  Centre (KCC)
- Organisation arabe pour l'éducation, la culture et les sciences (ALECSO, dont le siège est à Tunis)
- Arabes Technology Business Plan de la concurrence (commencé en 2006, par le Science arabes et de la technologie de la Fondation et Intel Corporation)
- Ashoka-Arab World
- Business Bridge Initiative
- Center for International Private Enterprise (CIPE)
- Cisco
  - L'Institut Entrepreneur Cisco
  - Cisco Networking Academy
- Deloitte
  - Deloitte Moyen-Orient
  - Deloitte Turquie - Deloitte Educational Foundation
- Dun & Bradstreet PME des services consultatifs
- L'éducation pour la Fondation de l'emploi
- Dragons Den:Al Aareen, le Beyrouth d 'Future Television
- Fondation pour l'éducation pour l'emploi EFE)
  - (Voir aussi leurs succursales en Égypte, le Maroc, le Yémen, la Jordanie, la Palestine, etc.)
- Endeavor
  - Focus Core Endeavor
  - LIFT-OFF
- Envestors
- European Training Foundation (ETF)
- Semaine mondiale de l'entrepreneuriat
- Grameen-Jameel Microfinance pan-arabe Ltd
- Injaz
  - (Voir aussi les chapitres Injaz dans une douzaine de pays: la Jordanie, Maroc, Tunisie, Égypte, Palestine, Liban, Arabie Saoudite, Koweït, Bahreïn, Qatar, Émirats arabes unis, Oman, et à venir en Algérie, la Libye, la Syrie et le Yémen.)
- Intel Corporation
  - L'Initiative pour l'éducation Intel
  - Intel Capital Fonds Moyen-Orient et la Turquie
  - Le Programme d'éducation supérieur Intel
  - L'esprit d'entreprise de technologie - théorie à la pratique
  - Le Arab Business Plan technologique sur la concurrence
  - Intel savoir la technologie et de l'Entrepreneuriat
  - Programme TechnoWomen
- International Finance Corporation
  - Partenariat pour l'entreprise privée MENA
  - Entrepreneuriat-Marchés des sexes pour MENA
- Organisation internationale du travail initiatives:
  - Know About Business (KAB)
  - Gérez mieux votre entreprise (GERME)
  - Développement des petites entreprises (SEED)
  - Jeunesse EntreNet (avec Agence suisse pour le développement et la coopération)
- Kauffman Foundation
- Institut Larta
- Legatum Institute
- Legatum Ventures
- Mohammed ben Rachid Al Maktoum Fondation (MBRF)
  - Réseau Incubateur arabes
  - Sawaed
  - Capital Challenge arabes de l'homme
  - Philips Programme d'innovation
- Manpower
  - Formation à l'entrepreneuriat (régional - Moyen-Orient et Afrique)
  - Junior Achievement (Global)
  - Espace Jeunesse (Global)
  - NBS préalable d'entreprise (Global)
  - bin Mohammed Rashid Al Maktoum Centre pour l'entrepreneuriat et l'innovation à l'université américaine de Beyrouth
  - {Ajouter les autres grandes initiatives régionales MBRF régionales ici}
- Microsoft
  - Microsoft Imagine
  - BizSpark Microsoft
  - L'Imagine Cup
  - Centres d'innovation Microsoft (MIC)
- MIT-Legatum Centre pour le Développement et de l'Entrepreneuriat
- Programme MENA-OCDE
- Initiative de partenariat au Moyen-Orient (MEPI)
- Initiative Jeunesse du Moyen-Orient, MEYI
- Réseau Pour enseignement de l'entrepreneuriat (NFTE)
- Silatech
- StartupArabia
- Les élèves in Free Enterprise (SIFE)
- Synergos
  - Monde arabe social Programme des Innovateurs
- TechWadi
- Le Prince des jeunes entrepreneurs du pays de Galles International (YBI)
  - (Voir ci-dessus: l'Arabie saoudite Centennial Fund, Bidaya de la Syrie, le Yémen, etc)
- Le European Training Foundation (ETF, etf.europa.eu)
- L'ONUDI
- Banque mondiale
  - Faire des affaires (avec la SFI)
  - {Listez ici les autres initiatives axées sur l'entrepreneuriat WB MENA}
- Forum mondial économique (Global)
  - Initiative mondial de l'éducation: éducation en entrepreneuriat dans la région MENA
- YallaStartup
- Young Arab Leaders (YAL)
- Young Presidents Organization-MENA (YPO-MENA)
- Générateur de jeunes entreprises
- GIST Initiative